# Lucanus xerxes
Lucanus xerxes es una especie de coleóptero de la familia Lucanidae.

## Distribución geográfica
Habita en Irán.